# Stöhr-Haus (St. Pölten)

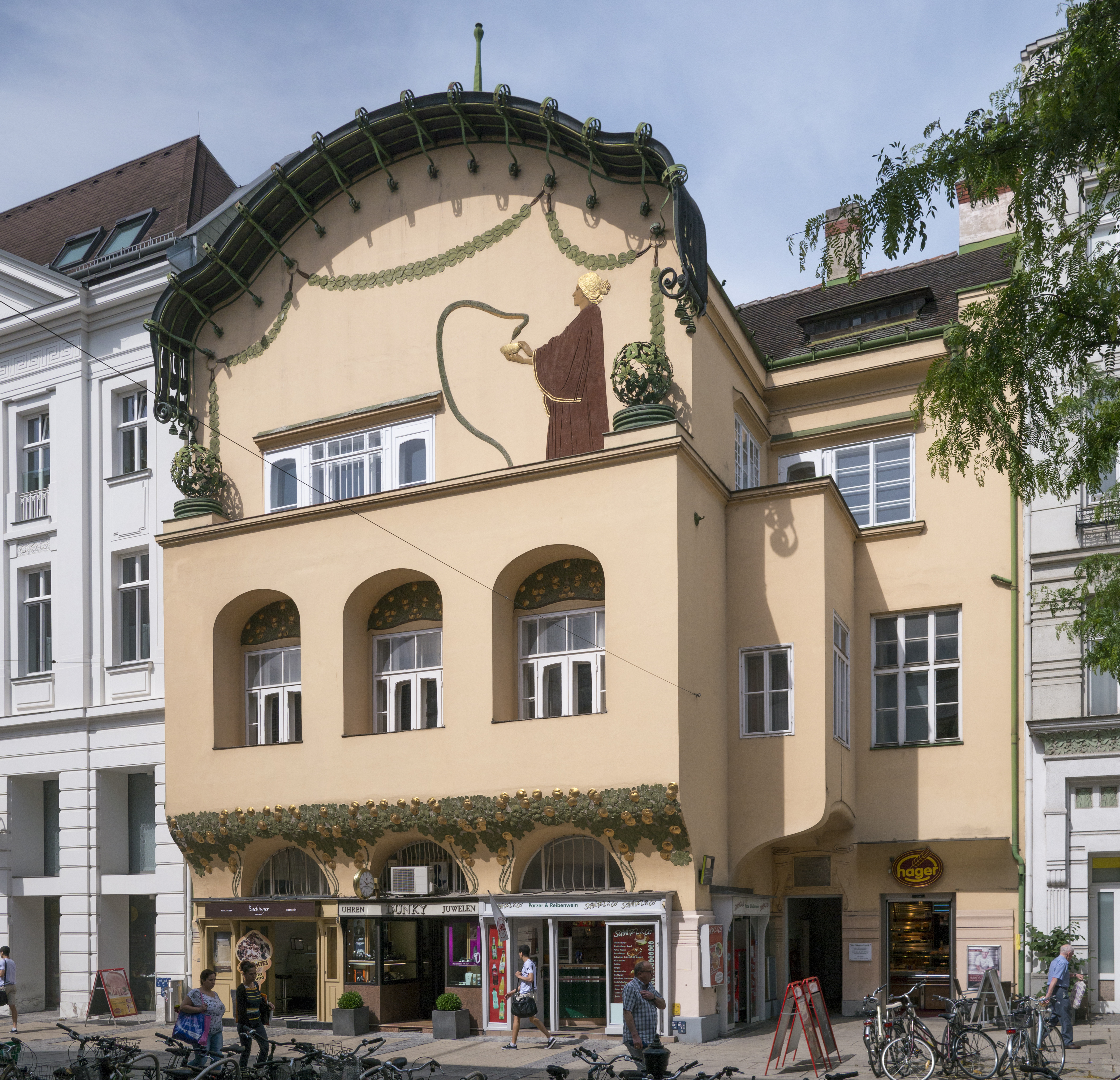
Stöhr-Haus

Das Stöhr-Haus des Architekten der Wiener Secession, Joseph Maria Olbrich, ist eines der bedeutendsten Jugendstilgebäude in St. Pölten, gilt als eines der Wahrzeichen der Landeshauptstadt und steht unter Denkmalschutz.

## Geschichte
Das Gebäude in der Kremser Gasse 41 wurde 1899 anstelle eines vorher bestehenden Baus errichtet. Bauherr war der Primar des Krankenhauses Hermann Stöhr. Sein Bruder, der Mitbegründer der Wiener Secession, Ernst Stöhr, vermittelte den Kontakt zu Joseph Maria Olbrich als Designer und Architekt des Gebäudes. Ernst Stöhr gestaltete auch das Fassadenbild, das sogenannte „Medizin-Relief“, ein Mörtelrelief mit einer eine Äskulapnatter fütternden, opulent gekleideten Frauengestalt.